# Sachsenplatz (Dresden)
Der Sachsenplatz ist ein zentraler Platz in Dresden auf der südlichen Elbseite. Er liegt auf der Grenze zwischen den Stadtteilen Pirnaische Vorstadt und Johannstadt. Angelegt wurde er 1875 bis 1881 im Zusammenhang mit dem Bau der Albertbrücke. Der Sachsenplatz ist über die Sachsenallee mit dem nahe gelegenen Güntzplatz verbunden und über die Albertbrücke mit dem Rosa-Luxemburg-Platz.

## Geschichte

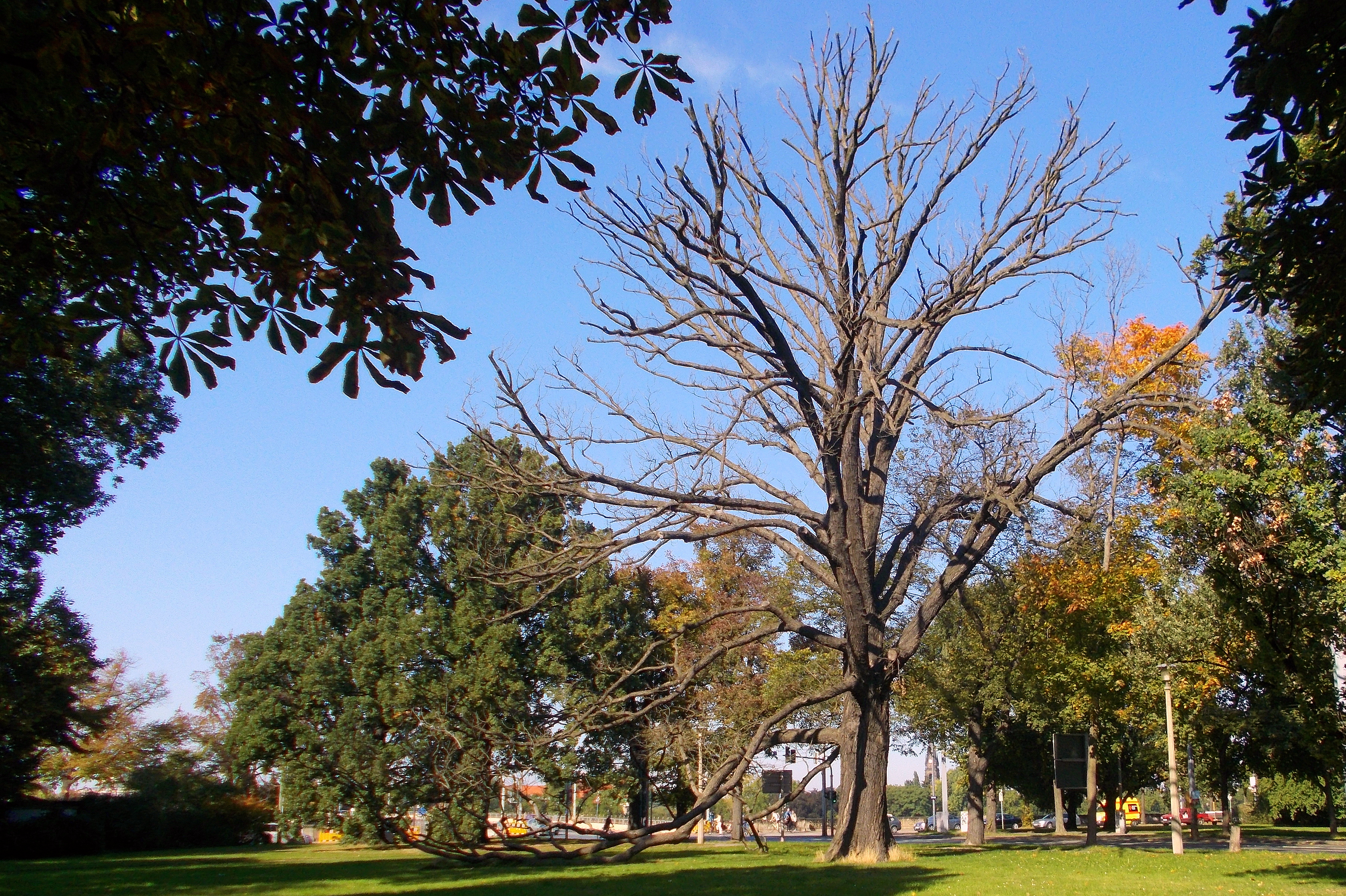
Abgestorbene Bur-Eiche (Quercus macrocarpa) 2013

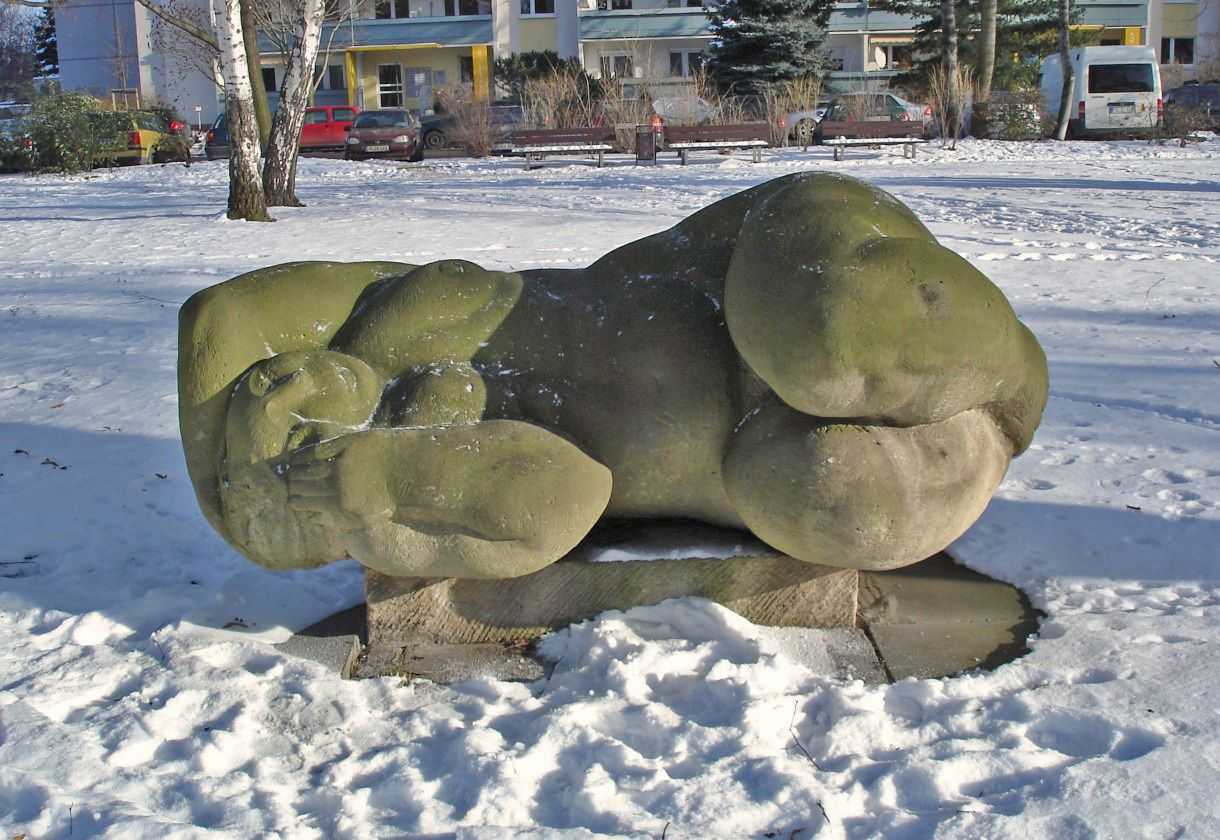
Plastik von Makolies

Nach Plänen von Herrmann August Richter schufen Oswald Haenel und Bruno Adam die dekorative Wohnbebauung im Stile der Neorenaissance am Platz. Die Gebäude waren mit Sandstein verkleidet. Diese Bebauung bildete gemeinsam den 1873/1874 errichteten Häusern am Terrassenufer von Johann Hugo Strunz, mit den Bauten der Marschallstraße und der Sachsenallee sowie der Jägerkaserne einen einheitlichen großstädtische Häuserkomplex. Die Jägerkaserne war die einzige Dresdner Kaserne auf der Altstädter Elbseite. Im Februar 1945 wurde die Bebauung des Platzes bei den Luftangriffen auf Dresden fast völlig zerstört. Nach 1945 wurde die einmündende Marschallstraße in Florian-Geyer-Straße umbenannt, im Gedenken an den Heerführer aus dem Bauernkrieg. Außerdem wurde das Kolonialkriegerdenkmal, welches auf dem Platz stand, von der Sowjetischen Militäradministration als militaristisches Denkmal eingestuft und deshalb Anfang 1947 vollständig entfernt. Heute wird der Platz durch das Gebäude des Landgerichts und die 1972 bis 1975 erbauten Hochhäuser in Johannstadt-Nord umschlossen. Das Landgericht befindet sich an der parallel zum Sachsenplatz verlaufenden Lothringer Straße. Durch den Verlust der dazwischen liegenden Häuserzeile ist es vom Platz komplett einsehbar.
Auf den Grünflächen entlang der Sachsenallee, die den Platz mit dem Güntzplatz verbindet, sind Plastiken aufgestellt. Auf der Ostseite der Straße steht die Sandsteinplastik „Große Liegende“ von Peter Makolies aus dem Jahr 1975 und auf der Westseite ein Sandsteintorso von Michael Göttsche.
Die straßenbegleitenden Flatter-Ulmen am Sachsenplatz und im Haltestellenbereich der Sachsenallee sind seit 1999 als Naturdenkmal Flatter-Ulmen Sachsenplatz besonders geschützt. Der markanteste Baum am Platz, eine etwa 200 Jahre alte Bur-Eiche (Quercus macrocarpa), trieb 2013 nicht mehr aus. Als Ursache wird das Hochwasser 2002 vermutet, da seit dieser Zeit das Absterben beobachtet wurde. Die Eiche wurde im Februar 2014 gefällt, im weiteren Jahresverlauf kam es zu einer Ersatzpflanzung.

## Öffentlicher Nahverkehr
Am Sachsenplatz verkehren die Straßenbahnlinien 6 und 13. Sie bedienen die Haltestelle Sachsenallee.